# Jorge Andrade
Jorge Manuel Gomes de Andrade OIH (Lisbona, 9 aprile 1978) è un allenatore di calcio ed ex calciatore portoghese, di ruolo difensore.

## Carriera

### Club
Inizia la carriera nelle file della Estrela Amadora e nella stagione 1999-2000 viene notato dal Porto, che lo acquisisce nell'estate seguente. Giocando come centrale di difesa nei Dragoni matura le sue doti di forza, equilibrio, passo e distribuzione di palla, tanto da esordire con la nazionale nel novembre 2001.
Dopo la sfortunata avventura al Mondiale del 2002, viene prelevato dal Deportivo la Coruña per 10 milioni di euro e durante la permanenza in Spagna subisce il primo grave infortunio al ginocchio sinistro: il 5 marzo 2006 si procura la rottura del tendine rotuleo nella gara contro il Barcellona che lo tiene lontano dai campi per nove mesi.
È poi la Juventus che lo acquista a titolo definitivo nel luglio del 2007, pagandolo 10 milioni di euro. Il 23 settembre al 9º minuto del secondo tempo della partita Roma-Juventus (2-2), s'infortuna di nuovo molto gravemente: la diagnosi successiva riscontra la rottura totale della rotula del ginocchio sinistro, infortunio simile a quello del 2006, che lo costringe a uno stop di quattro mesi. Nonostante il primo intervento chirurgico effettuato a Marsiglia, a marzo viene nuovamente operato allo stesso ginocchio a Cascais, vicino a Lisbona. Il rientro in campo, inizialmente previsto per gennaio, viene spostato all'inizio della successiva stagione, cosa che gli impedisce di partecipare agli Europei in Svizzera e Austria. La prima stagione in bianconero si conclude dopo appena quattro partite. L'11 luglio 2008, nel corso della preparazione estiva bianconera a Pinzolo, si procura un nuovo infortunio allo stesso ginocchio con una diagnosi di recidività della frattura della rotula sinistra che lo costringe a subire un nuovo intervento.
L'8 aprile 2009 viene annunciata la rescissione del contratto che lo lega alla Juventus.
Dopo l'esperienza il difensore portoghese ha provato a tornare nel mondo del calcio, in Brasile, Inghilterra e Stati Uniti, ma visti gli scarsi risultati il difensore ha deciso di terminare la sua carriera professionistica a 32 anni.

### Nazionale
Esordisce nella Nazionale lusitana nell'aprile del 2001 contro la Francia. Partecipa alla spedizione portoghese ai Mondiali del 2002 e all'Europeo del 2004, perso in casa contro la Grecia.
Gli infortuni al ginocchio sinistro gli impediscono di essere arruolabile per i Mondiali del 2006 e gli Europei del 2008.

## Statistiche

### Cronologia presenze e reti in nazionale
| Cronologia completa delle presenze e delle reti in nazionale ― Portogallo | Cronologia completa delle presenze e delle reti in nazionale ― Portogallo | Cronologia completa delle presenze e delle reti in nazionale ― Portogallo | Cronologia completa delle presenze e delle reti in nazionale ― Portogallo | Cronologia completa delle presenze e delle reti in nazionale ― Portogallo | Cronologia completa delle presenze e delle reti in nazionale ― Portogallo | Cronologia completa delle presenze e delle reti in nazionale ― Portogallo | Cronologia completa delle presenze e delle reti in nazionale ― Portogallo |
| Data                                                                      | Città                                                                     | In casa                                                                   | Risultato                                                                 | Ospiti                                                                    | Competizione                                                              | Reti                                                                      | Note                                                                      |
| ------------------------------------------------------------------------- | ------------------------------------------------------------------------- | ------------------------------------------------------------------------- | ------------------------------------------------------------------------- | ------------------------------------------------------------------------- | ------------------------------------------------------------------------- | ------------------------------------------------------------------------- | ------------------------------------------------------------------------- |
| 25-4-2001                                                                 | Saint-Denis                                                               | Francia                                                                   | 4 – 0                                                                     | Portogallo                                                                | Amichevole                                                                | -                                                                         |                                                                           |
| 14-11-2001                                                                | Lisbona                                                                   | Portogallo                                                                | 5 – 1                                                                     | Angola                                                                    | Amichevole                                                                | 1                                                                         |                                                                           |
| 13-2-2002                                                                 | Barcellona                                                                | Spagna                                                                    | 1 – 1                                                                     | Portogallo                                                                | Amichevole                                                                | -                                                                         | 62’                                                                       |
| 27-3-2002                                                                 | Porto                                                                     | Portogallo                                                                | 1 – 4                                                                     | Finlandia                                                                 | Amichevole                                                                | -                                                                         | 46’                                                                       |
| 17-4-2002                                                                 | Lisbona                                                                   | Portogallo                                                                | 1 – 1                                                                     | Brasile                                                                   | Amichevole                                                                | -                                                                         | 46’                                                                       |
| 25-5-2002                                                                 | Macao                                                                     | Cina                                                                      | 0 – 2                                                                     | Portogallo                                                                | Amichevole                                                                | -                                                                         | 46’                                                                       |
| 5-6-2002                                                                  | Suwon                                                                     | Stati Uniti                                                               | 3 – 2                                                                     | Portogallo                                                                | Mondiali 2002 - 1º turno                                                  | -                                                                         | 73’                                                                       |
| 14-6-2002                                                                 | Incheon                                                                   | Corea del Sud                                                             | 1 – 0                                                                     | Portogallo                                                                | Mondiali 2002 - 1º turno                                                  | -                                                                         | 69’                                                                       |
| 12-2-2003                                                                 | Genova                                                                    | Italia                                                                    | 1 – 0                                                                     | Portogallo                                                                | Amichevole                                                                | -                                                                         | 83’                                                                       |
| 2-4-2003                                                                  | Losanna                                                                   | Portogallo                                                                | 1 – 0                                                                     | Macedonia                                                                 | Amichevole                                                                | -                                                                         | 64’                                                                       |
| 10-6-2003                                                                 | Oeiras                                                                    | Portogallo                                                                | 4 – 0                                                                     | Bolivia                                                                   | Amichevole                                                                | 1                                                                         |                                                                           |
| 20-8-2003                                                                 | Chaves                                                                    | Portogallo                                                                | 1 – 0                                                                     | Kazakistan                                                                | Amichevole                                                                | -                                                                         | 46’                                                                       |
| 6-9-2003                                                                  | Guimarães                                                                 | Portogallo                                                                | 0 – 3                                                                     | Spagna                                                                    | Amichevole                                                                | -                                                                         | 46’                                                                       |
| 10-9-2003                                                                 | Oslo                                                                      | Norvegia                                                                  | 0 – 1                                                                     | Portogallo                                                                | Amichevole                                                                | -                                                                         |                                                                           |
| 11-10-2003                                                                | Lisbona                                                                   | Portogallo                                                                | 5 – 3                                                                     | Albania                                                                   | Amichevole                                                                | -                                                                         | 46’                                                                       |
| 15-11-2003                                                                | Aveiro                                                                    | Portogallo                                                                | 1 – 1                                                                     | Grecia                                                                    | Amichevole                                                                | -                                                                         | 77’                                                                       |
| 19-11-2003                                                                | Leiria                                                                    | Portogallo                                                                | 8 – 0                                                                     | Kuwait                                                                    | Amichevole                                                                | -                                                                         |                                                                           |
| 18-2-2004                                                                 | Faro                                                                      | Portogallo                                                                | 1 – 1                                                                     | Inghilterra                                                               | Amichevole                                                                | -                                                                         | 75’                                                                       |
| 31-3-2004                                                                 | Braga                                                                     | Portogallo                                                                | 1 – 2                                                                     | Italia                                                                    | Amichevole                                                                | -                                                                         |                                                                           |
| 28-4-2004                                                                 | Coimbra                                                                   | Portogallo                                                                | 2 – 2                                                                     | Svezia                                                                    | Amichevole                                                                | -                                                                         |                                                                           |
| 29-5-2004                                                                 | Águeda                                                                    | Portogallo                                                                | 3 – 0                                                                     | Lussemburgo                                                               | Amichevole                                                                | -                                                                         | 46’                                                                       |
| 5-6-2004                                                                  | Setúbal                                                                   | Portogallo                                                                | 4 – 1                                                                     | Lituania                                                                  | Amichevole                                                                | -                                                                         | 70’                                                                       |
| 12-6-2004                                                                 | Porto                                                                     | Portogallo                                                                | 1 – 2                                                                     | Grecia                                                                    | Euro 2004 - 1º turno                                                      | -                                                                         |                                                                           |
| 16-6-2004                                                                 | Lisbona                                                                   | Russia                                                                    | 0 – 2                                                                     | Portogallo                                                                | Euro 2004 - 1º turno                                                      | -                                                                         |                                                                           |
| 20-6-2004                                                                 | Lisbona                                                                   | Spagna                                                                    | 0 – 1                                                                     | Portogallo                                                                | Euro 2004 - 1º turno                                                      | -                                                                         |                                                                           |
| 24-6-2004                                                                 | Lisbona                                                                   | Portogallo                                                                | 2 – 2 dts (6 - 5 dtr)                                                     | Inghilterra                                                               | Euro 2004 - Quarti di finale                                              | -                                                                         |                                                                           |
| 30-6-2004                                                                 | Lisbona                                                                   | Portogallo                                                                | 2 – 1                                                                     | Paesi Bassi                                                               | Euro 2004 - Semifinale                                                    | -                                                                         |                                                                           |
| 4-7-2004                                                                  | Lisbona                                                                   | Portogallo                                                                | 0 – 1                                                                     | Grecia                                                                    | Euro 2004 - Finale                                                        | -                                                                         |                                                                           |
| 4-9-2004                                                                  | Riga                                                                      | Lettonia                                                                  | 0 – 2                                                                     | Portogallo                                                                | Qual. Mondiali 2006                                                       | -                                                                         |                                                                           |
| 8-9-2004                                                                  | Leiria                                                                    | Portogallo                                                                | 4 – 0                                                                     | Estonia                                                                   | Qual. Mondiali 2006                                                       | -                                                                         |                                                                           |
| 9-10-2004                                                                 | Vaduz                                                                     | Liechtenstein                                                             | 2 – 2                                                                     | Portogallo                                                                | Qual. Mondiali 2006                                                       | -                                                                         | 83’                                                                       |
| 13-10-2004                                                                | Lisbona                                                                   | Portogallo                                                                | 7 – 1                                                                     | Russia                                                                    | Qual. Mondiali 2006                                                       | -                                                                         |                                                                           |
| 17-11-2004                                                                | Lussemburgo                                                               | Lussemburgo                                                               | 0 – 5                                                                     | Portogallo                                                                | Qual. Mondiali 2006                                                       | -                                                                         |                                                                           |
| 9-2-2005                                                                  | Dublino                                                                   | Irlanda                                                                   | 1 – 0                                                                     | Portogallo                                                                | Amichevole                                                                | -                                                                         |                                                                           |
| 26-3-2005                                                                 | Barcelos                                                                  | Portogallo                                                                | 4 – 1                                                                     | Canada                                                                    | Amichevole                                                                | -                                                                         |                                                                           |
| 30-3-2005                                                                 | Bratislava                                                                | Slovacchia                                                                | 1 – 1                                                                     | Portogallo                                                                | Qual. Mondiali 2006                                                       | -                                                                         |                                                                           |
| 4-6-2005                                                                  | Lisbona                                                                   | Portogallo                                                                | 2 – 0                                                                     | Slovacchia                                                                | Qual. Mondiali 2006                                                       | -                                                                         |                                                                           |
| 8-6-2005                                                                  | Tallinn                                                                   | Estonia                                                                   | 0 – 1                                                                     | Portogallo                                                                | Qual. Mondiali 2006                                                       | -                                                                         |                                                                           |
| 17-8-2005                                                                 | Ponta Delgada                                                             | Portogallo                                                                | 2 – 0                                                                     | Egitto                                                                    | Amichevole                                                                | -                                                                         | 46’                                                                       |
| 3-9-2005                                                                  | Faro                                                                      | Portogallo                                                                | 6 – 0                                                                     | Lussemburgo                                                               | Qual. Mondiali 2006                                                       | 1                                                                         |                                                                           |
| 7-9-2005                                                                  | Mosca                                                                     | Russia                                                                    | 0 – 0                                                                     | Portogallo                                                                | Qual. Mondiali 2006                                                       | -                                                                         |                                                                           |
| 8-10-2005                                                                 | Aveiro                                                                    | Portogallo                                                                | 2 – 1                                                                     | Liechtenstein                                                             | Qual. Mondiali 2006                                                       | -                                                                         |                                                                           |
| 12-10-2005                                                                | Porto                                                                     | Portogallo                                                                | 3 – 0                                                                     | Lettonia                                                                  | Qual. Mondiali 2006                                                       | -                                                                         |                                                                           |
| 1-3-2006                                                                  | Düsseldorf                                                                | Portogallo                                                                | 3 – 0                                                                     | Arabia Saudita                                                            | Amichevole                                                                | -                                                                         |                                                                           |
| 15-11-2006                                                                | Coimbra                                                                   | Portogallo                                                                | 3 – 0                                                                     | Kazakistan                                                                | Qual. Euro 2008                                                           | -                                                                         | 75’                                                                       |
| 6-2-2007                                                                  | Londra                                                                    | Portogallo                                                                | 2 – 0                                                                     | Brasile                                                                   | Amichevole                                                                | -                                                                         |                                                                           |
| 24-3-2007                                                                 | Lisbona                                                                   | Portogallo                                                                | 4 – 0                                                                     | Belgio                                                                    | Qual. Euro 2008                                                           | -                                                                         | cap.                                                                      |
| 28-3-2007                                                                 | Belgrado                                                                  | Serbia                                                                    | 1 – 1                                                                     | Portogallo                                                                | Qual. Euro 2008                                                           | -                                                                         | cap.                                                                      |
| 2-6-2007                                                                  | Bruxelles                                                                 | Belgio                                                                    | 1 – 2                                                                     | Portogallo                                                                | Qual. Euro 2008                                                           | -                                                                         | cap.                                                                      |
| 5-6-2007                                                                  | Madinat al-Kuwait                                                         | Kuwait                                                                    | 1 – 1                                                                     | Portogallo                                                                | Amichevole                                                                | -                                                                         | 46’ 90’                                                                   |
| 22-8-2007                                                                 | Erevan                                                                    | Armenia                                                                   | 1 – 1                                                                     | Portogallo                                                                | Qual. Euro 2008                                                           | -                                                                         | cap. 69’ 76’                                                              |
| Totale                                                                    |                                                                           | Presenze                                                                  | 51                                                                        |                                                                           | Reti                                                                      | 3                                                                         |                                                                           |

## Palmarès
- Coppa di Portogallo: 1

Porto: 2000-2001
- Supercoppa di Portogallo: 1

Porto: 2001
- Supercoppa di Spagna: 1

Deportivo la Coruna: 2002